# El Perú
El Perú (també anomenat Waka o Waká) és un jaciment arqueològic de la cultura maia que és a prop dels marges del riu San Pedro, al departament del Petén (Guatemala). El seu nom en l'època precolombina era «Waka'». El lloc mostra ocupació des del preclàssic tardà, cap al 300 ae, encara que tingué la màxima esplendor durant el període clàssic.
El lloc consta d'almenys 672 estructures importants i moltes més cases d'habitació de gent comuna. Aquest lloc tingué un paper molt important en la rivalitat entre Calakmul, amb la qual mantingué llaços fins i tot familiars, i Tikal. S'ha trobat a Waka' la primera tomba d'una governant maia, la qual presentava un objecte de sagnat cerimonial, en forma d'una espina de mantaraya, a la zona genital. Això demostraria que les dones també practicaven la perforació de genitals, i no sols de la llengua o orelles, per a aquests rituals «obligatoris» de la classe governant, ja que amb ella demostraven els seus llaços amb els déus.
La tomba reial més antiga del lloc data de ca. 300 de, i mostra que Waka'-El Perú mantingué un control durant molt de temps de la important ruta de comerç del cacau i tèxtils d'est a oest, del riu San Pedro, un dels majors afluents de l'Usumacinta. Waka' és el primer lloc on es documenta, en una estela, l'arribada de visitants teotihuacans a l'àrea maia, al 378 de, uns deu dies abans de la seua arribada a Tikal. Al 742 de, Waka' fou derrotada per Tikal, després que el rei de Calakmul fos vençut, capturat i sacrificat a la plaça Major de Tikal el 732; el seu rei sofrí el mateix destí, i passà des de llavors a ser un estat vassall de Tikal.

## Història recent
Les excavacions recents, les han realitzades arqueòlegs guatemalencs i nord-americans en el que es coneix com a «Projecte Arqueològic Waka'», i que ha revelat dades molt importants de les relacions de les ciutats maies.
El lloc es troba al parc Nacional Llacuna del Tigre, a Guatemala, i forma part de la Reserva de la Biosfera Maia, juntament amb la Cuenca del Mirador. Proper al lloc a 25 minuts amb llanxa, riu amunt, hi ha una estació ecològica anomenada Les Guacamaies, sobre el riu San Pedro, que també funciona com a centre de visitants del jaciment arqueològic. L'agost de 2017 un grup d'arqueòlegs hi descobrí el sepulcre mes antic fins al moment registrat d'un governant maia: segons el vicedirector de recerca David Freidel de la Universitat de St. Louis, la tomba data dels anys 300 a 350 de i se suposa que pertanyé a Te Chan Ahk, un conegut rei waka que governà al s. IV de. També s'hi trobaren objectes de valor com vasos de ceràmica, adorns de jade, petxines de Spondylus, etc.